# Prosimulium damarense
Prosimulium damarense är en tvåvingeart som beskrevs av Meillon och Hardy 1951. Prosimulium damarense ingår i släktet Prosimulium och familjen knott.
Artens utbredningsområde är Namibia. Inga underarter finns listade i Catalogue of Life.